# Eriobotrya
Genre
Classification phylogénétique
Eriobotrya est un genre de plantes à fleurs composé d'une trentaine d'espèces d'arbustes et de petits arbres à feuilles persistantes de la famille des Rosaceae, originaire d'Asie.
L'espèce la plus connue du genre est le néflier du Japon, E. japonica, cultivé pour son fruit comestible.
Son nom vient du grec 'érion' qui signifie laine et de 'botrus' qui signifie grappe, en référence aux grappes de fleurs duveteuses.

## Liste d'espèces
Selon NCBI, 22 sept. 2016 :
- Eriobotrya bengalensis
- Eriobotrya cavaleriei
- Eriobotrya dayaoshanensis
- Eriobotrya deflexa
- Eriobotrya fragrans
- Eriobotrya henryi
- Eriobotrya japonica (loquat en anglais)
- Eriobotrya malipoensis
- Eriobotrya obovata
- Eriobotrya prinoides
- Eriobotrya seguinii
- Eriobotrya serrata
- Eriobotrya tengyuehensis
- x Raphiobotrya 'Coppertone'